# Сухопутные войска Бангладеш
Сухопутные войска Бангладеш (бенг. বাংলাদেশ সেনাবাহিনী, Бангладеш Senabahini) — самый крупный из трёх видов войск Вооружённых сил Бангладеш. Главная задача армии — обеспечение защиты и территориальной целостности Бангладеш от внешнего нападения. Управление сухопутной армией находится в ведении Министерства сухопутных войск Вооружённых сил Бангладеш. Кроме основной задачи, СВ Бангладеш оказывают помощь гражданскому правительству во время чрезвычайныз ситуаций в стране.
Сухопутные войска Бангладеш комплектуются на добровольной основе. Минимальный возраст для службы в армии — 17 лет. В случае возникновения чрезвычайной ситуации законом предусматривается призыв на воинскую службу.

## История

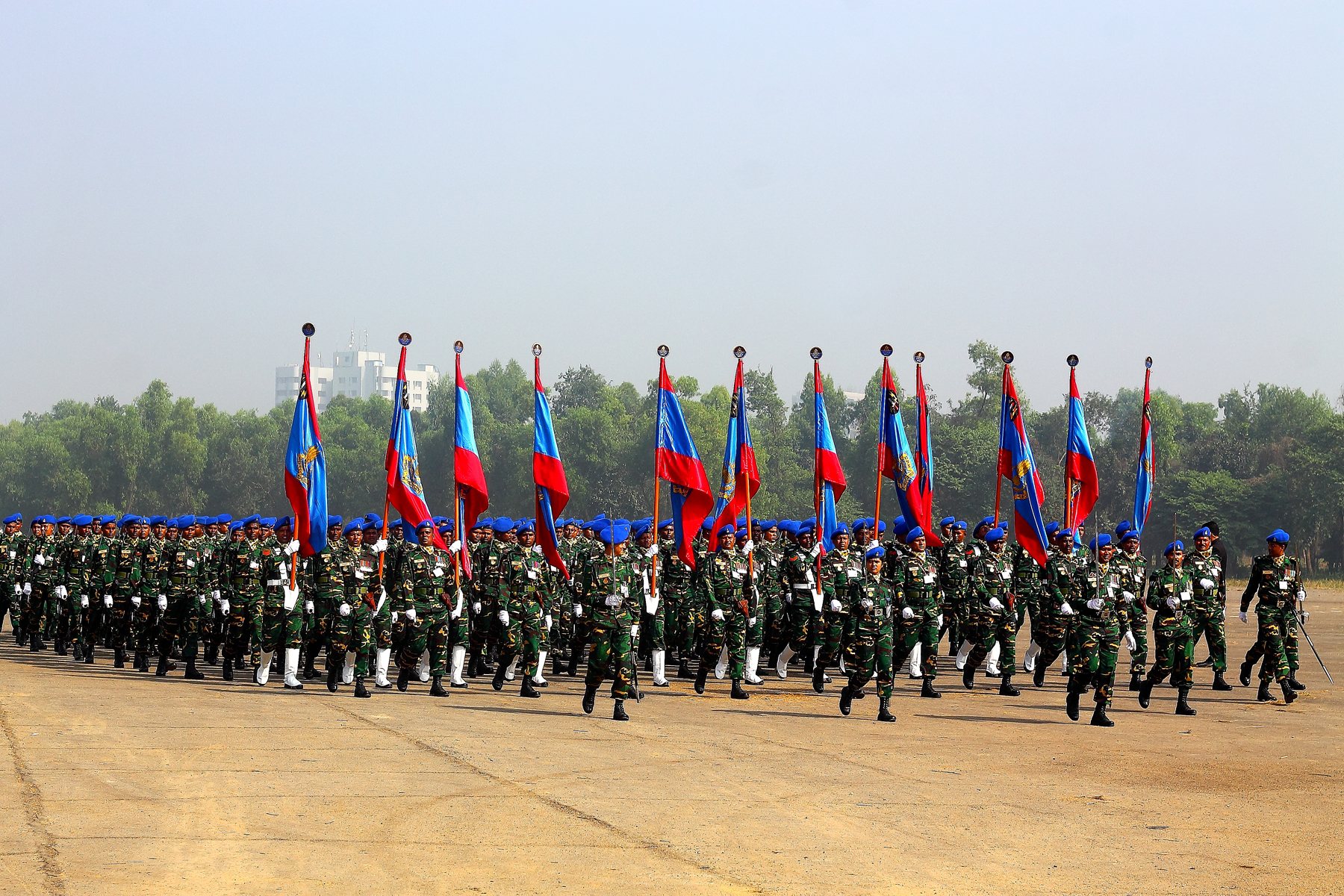
Парад Победы, 2012. Дакка, Бангладеш

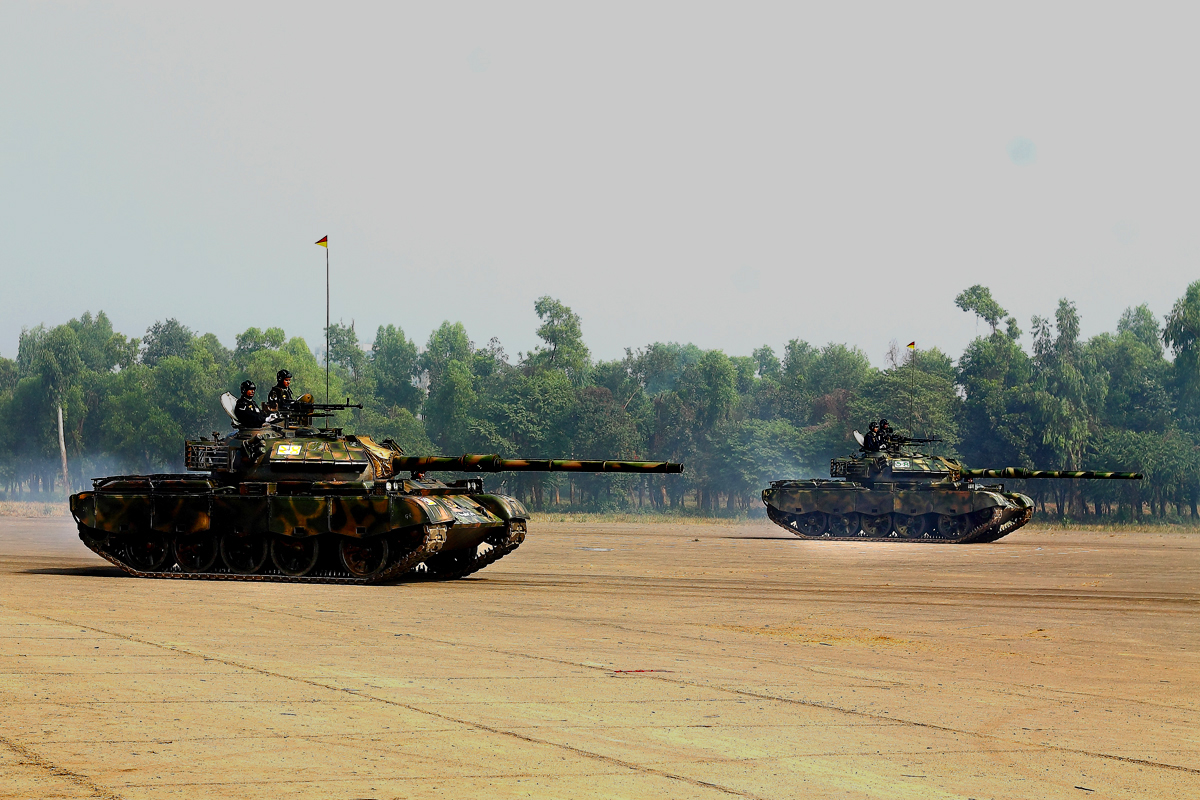
Танки на параде в День Победы, 2012.

Боевые традиции Бенгалии ведут своё начало с Могольского периода (XVIII век). В это время в Бенгалии правили три сменявшие друг друга династии — Насири, Афшар и Наджафи. Во время колониального господства англичан Бенгалия была оплотом британской власти и торговли в южноазиатском регионе. Англичане под командованием Роберт Клайв победили 50 000 армию наваба Бенгалии Сирадж-уд-Дауллы в битве при Плесси в 1757 году. Была сформирована Бенгальская армия, которая затем стала частью единой Британской Индийской армии с 1895 по 1947 год.
Во время Второй мировой войны были созданы специальные войска — Индийский корпус. Большинство солдат были набраны из Западной и Восточной Бенгалии. Военные строили дороги, аэродромы, укрепления.
25 марта 1971 года вооружённые силы Пакистана обрушились на мирное население Восточного Пакистана, жестоко убивая сотни тысяч ни в чём неповинных граждан и военнослужащих. В результате чего в марте 1971 года силами бенгальских солдат в Восточном Пакистане (Бангладеш) произошло восстание. В Бангладеш началась Война за независимость, окончившаяся победой.
В дальнейшем в Бангладеш неоднократно происходили военные перевороты. Два переворота привели к убийству глав государств.
15 августа 1975 года группа младших офицеров во главе с майором Сайедом Фаруком Рахманом и майором Вооружённых Сил Бангладеш Абдул Рашидом приняли участие в перевороте. Они тайно спланировали убийство всей семьи президента Муджибура Рахмана в его личной резиденции в Дакке. В результате погибла вся семья президента, за исключением дочерей Хасины Вазед и Шейх Реханы, которые были в Германии; было убито также несколько министров и членов партийного руководства.
3 ноября 1975 года было свергнуто правительство, созданное майором Фаруком, майором Рашидом и Хондэкером Мостэком Ахмадом. Переворот был организован генерал-майором Халедом Мошаррафом и Биром Аттомом. 7 ноября произощёл контрпереворот, в результате которого к власти сначала пришёл Абу Сайем, а затем генерал-майор Зиаур Рахман.
30 мая 1981 года в результате военного переворота был убит президент Зиаур Рахман. Через год начальник штаба армии генерал-лейтенант Хусейн Мухаммад Эршад захватил власть и приостановил действие конституции. Он ввёл военное положение и оставался у власти до 6 декабря 1990 года.
В 1996 году генерал-лейтенант Назим организовал неудавшийся военный переворот.

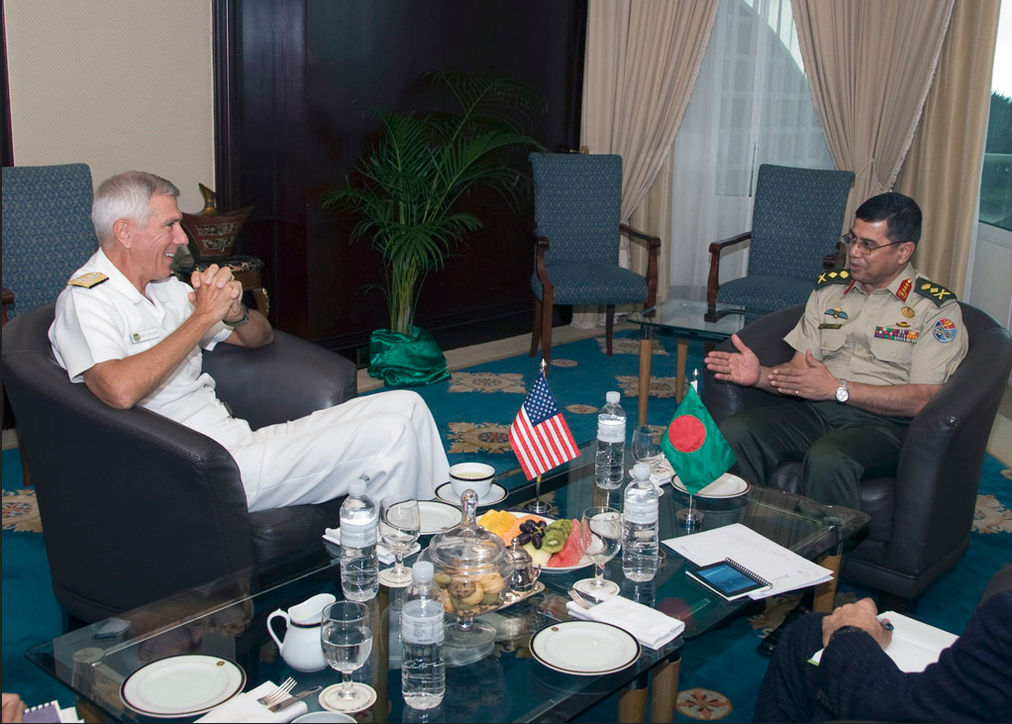
Американский адмирал С. Локли встречается с генералом Абу Белалом Хаком

## Структура
После переворота 1975 года армия была разделена на пять военных округов. С 1982 года размер армии стабилизировался на уровне в 70 000 солдат. По состоянию на середину 1988 — 90 000 солдат.
СВ состоят из 7 дивизий (которые, в свою очередь, имеют в своём составе 16 пехотных, 1 бронетанковую, 3 артиллерийских и 1 инженерную бригаду). Вооружена армия в основном оружием китайского производства. В её составе около 160 танков и 60 единиц лёгкой бронетехники.

## Вклад в операции ООН по поддержанию мира

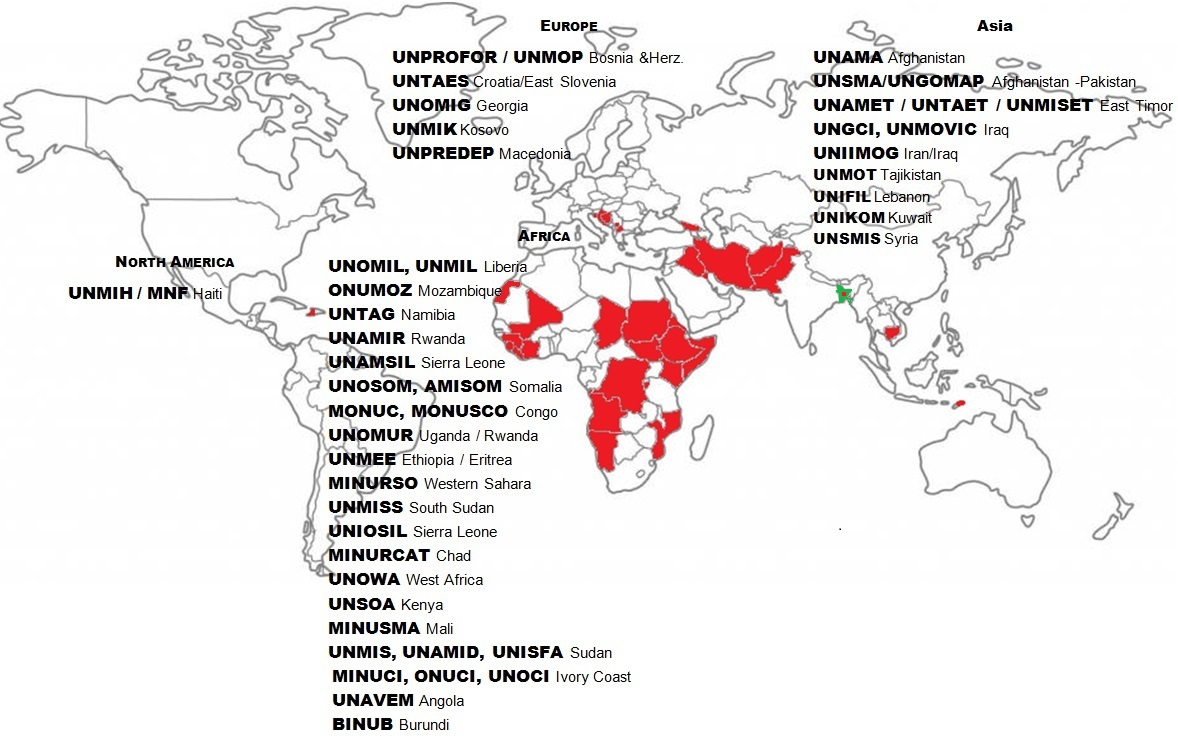
Операции военных миротворческих сил Бангладеш под эгидой ООН

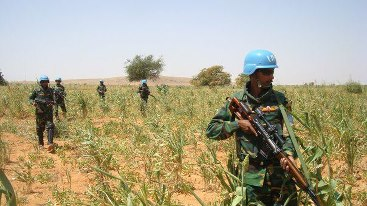
Войска Бангладеш патрулируют районы под эгидой ООН

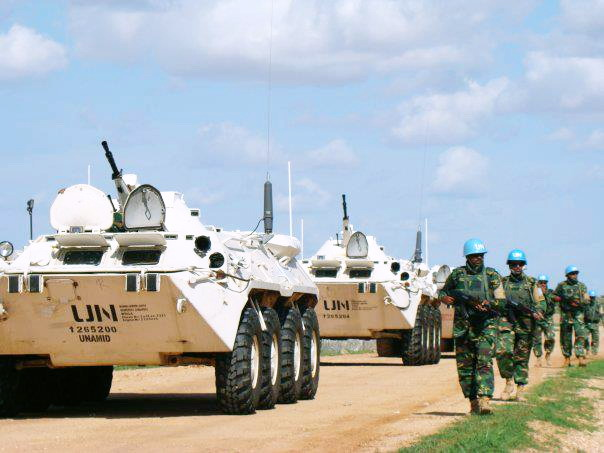
Армейский патруль с бронетранспортерами

СВ Бангладеш активно участвуют в ряде миротворческих операциq Организации Объединённых Наций с момента своего образования в 1970-е годы. В бангладешские подразделения участвовали в операциях в Персидском заливе, Анголе, Боснии и Герцеговине, Восточном Тиморе, Гаити, Грузии, Западной Сахаре, Ираке, Камбодже, Конго, Косово, Кот д’Ивуаре, Кувейте, Либерии, Мозамбике,  Намибии, Руанде, Сомали, Судане, Сьерра-Леоне, Таджикистане, Уганде, Эритрее, Эфиопии, Югославии .
В результате участия в различных миротворческих операциях ООН в армии Бангладеш погибло 130 человек (по состоянию на ноябрь 2016).
Для оснащения миротворческих контингентов бангладешских вооружённых сил по линии ООН Бангладеш закупает в ряде стран современную военную технику, в том числе, в России, в частности, бронетранспортёры.

## Начальники штаба армии
| №  | Имя                                              | Фото | Период                            | Примечания                                                               |
| -- | ------------------------------------------------ | ---- | --------------------------------- | ------------------------------------------------------------------------ |
| 1  | Генерал-майор М. А. Раб, Bir Uttom               |      | 3 января 1972 — 5 апреля 1972     | 1-й начальник штаба армии и начальник штаба Мукти-бахини                 |
| 2  | Генерал-майор К. М. Шафиулла, Bir Uttom*         |      | 5 апреля 1972 — 24 августа 1975   | в отставке (второй главнокомандующий армии Бангладеш)                    |
| 3  | Генерал-майор Зиаур Рахман, Bir Uttom            |      | 24 августа 1975 — 3 ноября 1975   | Свергнут и помещён под домашний арест в результате контр-переворота      |
| 4  | Генерал-майор Халед Мошарраф, Bir Uttom          |      | 3 ноября 1975 — 7 ноября 1975     | Убит                                                                     |
| 5  | Генерал-лейтенант Зиаур Рахман, Bir Uttom        |      | 7 ноября 1975 — февраль 1979      | убит (2-й раз начальник штаба сухопутных войск, 7-й президент Бангладеш) |
| 6  | Генерал-лейтенант Хусейн Мухаммад Эршад          |      | февраль 1979 — август 1986        | 10-й президент Бангладеш                                                 |
| 7  | Генерал-лейтенант Atiqur Rahman                  |      | 1 сентября 1986 — август 1990     |                                                                          |
| 8  | Генерал-лейтенант Нуруддин Хан                   |      | ноябрь 1990 — июнь 1994           |                                                                          |
| 9  | Генерал-лейтенант Абу Салех Мухаммед Насим       |      | июнь 1994 — июнь 1996             | уволен за участие в путче в 1996 году                                    |
| 10 | Генерал-лейтенант Мухаммад Махбубур Рахман       |      | май 1996 — декабрь 1997           |                                                                          |
| 11 | Генерал-лейтенант Мустафизур Рахман, Bir Protik* |      | 24 декабря 1997 — 23 декабря 2000 |                                                                          |
| 12 | Генерал-лейтенант M Harun-Ar-Rashid              |      | 24 декабря 2000 — 16 июня 2002    |                                                                          |
| 13 | Генерал-лейтенант Хасан Машхуд Чоудхари          |      | 16 июня 2002 — 15 июня 2005       |                                                                          |
| 14 | Генерал-лейтенант Moeen U Ahmed                  |      | 15 июня 2005 — 15 июня 2009       |                                                                          |
| 15 | Генерал-лейтенант Md Abdul Mubeen                |      | 15 июня 2009 — 25 июня 2012       |                                                                          |
| 16 | Генерал Iqbal Karim Bhuiyan                      |      | 25 июня 2012 — 25 июня 2015       |                                                                          |
| 17 | Генерал Abu Belal Muhammad Shafiul Haque         |      | 25 июня 2015 — по настоящее время |                                                                          |

Примечания:
- Bir Uttom (Бенгальский: বীর উত্তম; буквально «Великий доблестный герой») — вторая по значимости награда за храбрость в Бангладеш после Bir Sreshtho («Самый доблестный герой») и высшая награда за храбрость живому человеку.
- Bir Protik (Бенгальский: বীর প্রতীক, символ храбрости и мужества) — четвёртая по значимости награда в Бангладеш.

## Армейские звания

### Старшие офицерские звания
| Офицерские звания, ранг | O-1              | O-2       | O-3     | O-4   | O-5          | O-6       | O-7               | O-8           | O-9               | O-10    |
| ----------------------- | ---------------- | --------- | ------- | ----- | ------------ | --------- | ----------------- | ------------- | ----------------- | ------- |
| Погоны                  |                  |           |         |       |              |           |                   |               |                   |         |
| ЗвездыStar              |                  |           |         |       |              |           |                   |               |                   |         |
| Звание                  | Второй лейтенант | Лейтенант | Капитан | Майор | Подполковник | Полковник | Бригадный генерал | Генерал-майор | Генерал-лейтенант | Генерал |
| Аббревиатура            | 2LT              | LT        | CAPT    | MAJ   | LT COL       | COL       | BRIG GEN          | MAJ GEN       | LT GEN            | GEN     |
| Код в НАТО              | OF-1             | OF-1      | OF-2    | OF-3  | OF-4         | OF-5      | OF-6              | OF-7          | OF-8              | OF-9    |
|                         |                  |           |         |       |              |           |                   |               |                   |         |

### Младшие офицерские звания
| Знаки отличия |           |                   |                  |                    |                  |  |  |  |  |  |  |
| Название      | Прапорщик | Старший Прапорщик | Мастер Прапорщик | Почётный Лейтенант | Почётный Капитан |  |  |  |  |  |  |
| Аббревиатура  | Бокс      | Меч!"             | В mwo            | Ч/Л                | Ч/Кап            |  |  |  |  |  |  |
| Код в НАТО    | Бокс-1    | Бокс-2            | Бокс-3           | Бокс-4             | Бокс-5           |  |  |  |  |  |  |
|               |           |                   |                  |                    |                  |  |  |  |  |  |  |

### Унтер-офицеры и солдаты
В Бангладеш женщин призывают на службу в качестве простых солдат (Sainiks) с 2013 года. 
| Insignia        |                 |                |        |         |                 |                 |                                            |                                   |  |  |  |
| Combat Insignia | No Insignia     |                |        |         |                 |                 |                                            |                                   |  |  |  |
| Звание          | Простые солдаты | Младший капрал | капрал | сержант | Старший сержант | Главный сержант | Battalion/Regiment Quarter Master Sergeant | Battalion/Regiment Sergeant Major |  |  |  |
| Аббревиатура    | Snk             | L Cpl          | Cpl    | Sgt     | CQMS/BQMS       | CSM/BSM         | BQMS/RQMS                                  | BSM/RSM                           |  |  |  |
| Код в НАТО      | OR-1            | OR-3           | OR-4   | OR-6    | OR-7            | OR-7            | OR-8                                       | OR-9                              |  |  |  |
|                 |                 |                |        |         |                 |                 |                                            |                                   |  |  |  |

## Военные учебные заведения
- Военная академия Бангладеш, расквартирована в Bhatiary, Читтагонг
- Тактическое пехотное училище, расквартирована в Джелалабаде, Силхет.
- Командно-штабной колледж обороны), Мирпур, Дака.
- Национальный колледж обороны, Мирпур, Дака.
- Военный Институт науки и технологий, Мирпур, Дака.
- Бронированный корпус, Majira , Богра[6].
- Инженерный институт и школа Военно-инженерного искусства, Quadirabad.
- Учебный центр и школа, Джессор.
- Армейский медицинский корпус, Шахид Салахуддина, Гхатайл, Тангайл
- Учебный центр и школа боеприпасов, Раджендрапур
- Институт подготовки операций по поддержанию мира, Rajendrapur
- Электро-механический инженерный центр и школа, Саидпур, Нилпхамари.
- Центр и школа военной полиции, образования и управления, Шахид Салахуддина, Гхатайл, Тангайл.
- Армейская школа физического воспитания и спорта, Расквартирования Дакка.
- Армейская школа музыки, Читтагонг.
- Военно-медицинский колледж, Дакка.
- Артиллерийский центр и школа, Читтагонг.
- Школа военной разведки, Комилла.
- Полковой центр Восточной Бенгали, Читтагонг.
- Академия унтер-офицеров, Богра.[7]
- Национальный кадетский корпус (BNCC), расквартирования в Дакка.[8]

## Высшие воинские награды
- Bir Sreshtho (Бенгальский: বীরশ্রেষ্ঠ, «Самый доблестный герой») — высшая военная награда Бангладеш. Учреждена в 1971 году. Награждены семь борцов за свободу, умершие во время боевых действий. Награждённые считаются мучениками.
- Bir Uttom (Бенгальский: বীর উত্তম; буквально «Великий доблестный герой») — вторая по значимости награда за храбрость в Бангладеш после Bir Sreshtho («Самый доблестный герой») и высшая награда за храбрость живому человеку. Учреждена в 1973 году. Награды удостоены 69 человек.
- Bir Bikrom (Бенгальский: বীর বিক্রম; «Доблестный герой») — третья по значимости награда в Бангладеш. Учреждена в 1973 году. Награждены 175 бойцов.
- Bir Protik (Бенгальский: বীর প্রতীক, символ храбрости и мужества) — четвёртая по значимости награда в Бангладеш. Учреждена в 1973 году. Награждено в общей сложности 426 человек — все за боевые действия во время освободительной войны Бангладеш в 1971 году.